# Ratten
Ratten var en kundtidning för Volvo Personvagnar. Tidningen grundades 1930 (utkom dock inte 1965 och 1971). Utkom i början (30-talet) 12 ggr/år, men sedan reducerades detta till 4-5 gånger/år. Den skickas sedan 1980 gratis hem till alla ägare av Volvobilar i Sverige. Upplagan var 930 000 exemplar 1996. 
2006 bytte tidningen namn till Volvo Life.